# Nyitranádas
Nyitranádas (1898-ig Nedasócz, szlovákul Nedašovce) község Szlovákiában, a Trencséni kerületben, a Báni járásban.

## Fekvése
Bántól 7 km-re délkeletre fekszik.

## Története
1232-ben „Nadas” néven említik először. A nyitrai váruradalom része volt. 1715-ben 20 adózó háztartása létezett. 1720-ban szőlőskertje és 14 háztartása volt. 1753-tól a nagyszombati jezsuiták faluja. Ezután a nyitrai káptalan és a budapesti szeminárium birtokában állt. 1787-ben 35 házában 208 lakos élt.
A 18. század végén Vályi András így ír róla: „NEDASÓCZ. Tót falu Nyitra Várm. földes Ura a’ Posonyi Seminarium, lakosai katolikusok, fekszik Viszocsányhoz nem meszsze, és annak filiája, földgye középtermékenységű, fája is van mind a’ két féle, gyantát is készítenek, gyűmöltse elég, szőleje termékeny, réttye, legelője jó, piatzozása Bánon.”
1828-ban 36 házában 252-en laktak. Lakói főként mezőgazdasággal foglalkoztak.
Fényes Elek 1851-ben kiadott geográfiai szótárában így ír a faluról: „Nedasócz, tót falu, Trencsén vmegyében, Vizócsán fiókja: 263 kath. 8 zsidó lak. F. u. többen. Ut. p. Trencsén.”
Borovszky Samu monográfiasorozatának Nyitra vármegyét tárgyaló része szerint: „Nedasócz, Trencsénmegyével határos tót község, Nagy-Bélicztől északra, 351 r. kath. vallásu lakossal. Posta-, táviró- és vasúti állomása Nagy-Bélicz. A község határában márványbánya van, mely Káhn Károly tulajdonát képezi. A községet 1232-ben »Nádas« név alatt, mint nyitrai várbirtokot említik.”
1920-ig Nyitra vármegye Nyitrazsámbokréti járásához tartozott.

## Népessége
| Év:            | 1994. | 2004.   | 2014.   | 2024.   |
| -------------- | ----- | ------- | ------- | ------- |
| Emberek száma: | 443   | 455     | 439     | 427     |
| Eltérés:       |       | +2,70 % | -3,51 % | -2,73 % |

| Év:            | 2023. | 2024.   |
| -------------- | ----- | ------- |
| Emberek száma: | 435   | 427     |
| Eltérés:       |       | -1,83 % |

1910-ben 429, túlnyomórészt szlovák anyanyelvű lakosa volt.
2001-ben 460 lakosából 457 szlovák volt.
2011-ben 427 lakosából 414 szlovák volt.

## Nevezetességei
- 1868-ban épített kápolnájának hajórésze 2023-ban a felújítás során összedőlt.[6]

## Külső hivatkozások
- Községinfó
- Nyitranádas Szlovákia térképén
- E-obce Archiválva 2010. december 23-i dátummal a Wayback Machine-ben